# Tempelprostitutie
Tempelprostitutie is een vorm van prostitutie waarbij een vrouw/man zich in een tempel ter beschikking stelt voor seks tegen betaling, als heilige dienstplicht aan een godin of god. Deze 'heilige prostitutie' kwam vooral voor in de Oudheid, maar komt nog steeds voor.
Pelgrims gingen op bedevaart naar heiligdommen om rituelen uit te voeren waarvan één de hieros gamos ('heilige huwelijk') was. Hiervoor waren hiërodulen oftewel tempelprostituees beschikbaar. Voor de familie van de meisjes was het een eer om een van hun dochters in de tempel te hebben werken.

## Oudheid
De oudste vormen van tempelprostitutie bestonden in Mesopotamië, waar de tempelpriesteressen nu-gig heetten, maar tempelprostitutie was verspreid over de hele Mediterrane wereld. Herodotus merkt ze op in Babylonië, maar hier lijkt het wel sterk overdreven. Waarschijnlijk haalde hij de tempelprostitutie en de prostitutie om een bruidsschat te verkrijgen door elkaar. Wel was hij waarschijnlijk sterk onder de indruk van de vrouwenhandel in het land. Hij schreef: "Het meest dwaze gebruik van de Babyloniërs is dat waarbij iedere vrouw van het land eens in haar leven moest zitten in de tempel van Aphrodite en geslachtsgemeenschap moest hebben met een vreemdeling … Er is een gelijkaardig gebruik in Cyprus". In Cyprus was de godin Aphrodite aan land gegaan vlak na haar ontstaan en daardoor was de cultus van de godin altijd al zeer sterk geweest. Het belangrijkste centrum zou de stad Paphos geweest zijn.
Volgens Strabo was er ook een gelijkaardig fenomeen in Armenië, waar mannen en vrouwen tempelslaven of hiërodulen waren.
Tempelprostitutie is daarnaast nog in verschillende landen te lokaliseren. Bij de Feniciërs, Lydiërs en de Etrusken heeft het fenomeen zeker ook nog bestaan en wellicht ook bij de Israëlieten, maar de meeste profeten waren er tegen; in de Hebreeuwse Bijbel staan verschillende teksten die het afkeuren (bijvoorbeeld Deuteronomium 23:17-18).

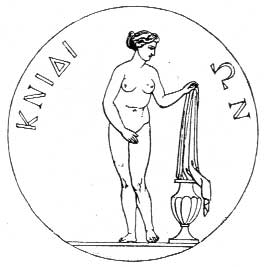
afbeelding van Aphrodite op een munt

Ook de Grieken hebben het fenomeen overgenomen via contacten met de Mediterrane wereld. De belangrijkste stad hiervoor was Korinthe dat al erg bekend was omwille van zijn prostituees, zoals Naera. De stad Korinthe had een tempel gewijd aan de godin Aphrodite en hier waren talrijke tempelslaven/innen die zich prostitueerden voor de godin. Ze mochten voor zover bekend niks van het verdiende geld houden, maar kregen zolang ze geld opbrachten wel kost en inwoning van hun eigenaar. Als we Strabo mogen geloven zouden er hier wel tot duizend hierodulen actief zijn geweest. Hij schreef: "… en de tempel van Aphrodite was zo rijk dat ze meer dan duizend tempelslaven en courtisanes bezat, van wie zowel mannen als vrouwen zich gaven voor de godin." Deze praktijk bleef voortduren tot 146 v.Chr. toen de stad door de Romeinen werd vernietigd.
In Athene zou Solon in het begin van de 6e eeuw v.Chr. de tempelprostitutie hebben ingevoerd om te vermijden dat mannen en jongens zich zouden bezondigen aan deftige vrouwen. Hij bouwde hiervoor een tempel voor de godin Aphrodite Pandemos.
Voor de tempeldienst kocht de tempel jonge slavinnen. Er waren er ook die door schenkingen in het bezit van de tempel kwamen. Zo schonk de atleet Xenophon van Korinthe honderd meisjes aan Aphrodite na zijn overwinning.